# Keiji Mutoh
Keiji Mutoh (Japans: 武藤 敬司 Mutō Keiji) (Fujiyoshida, 23 december 1962) is een Japans professioneel worstelaar.
Tijdens de jaren 1990 is hij vooral bekend van zijn tijd bij de Japanse worstelorganisatie, de New Japan Pro Wrestling, als The Great Muta en hij gebruikte deze ringnaam ook in de Verenigde Staten, Puerto Rico, Mexico en Taiwan.
In 1989 en 1990 worstelde hij voor de Amerikaanse worstelorganisaties zoals de National Wrestling Alliance en World Championship Wrestling als Great Mota. Tijdens zijn periode in de WCW, had hij vetes met verscheidene sterren van de WCW zoals Lex Luger, Ric Flair en Sting. In 2000 verscheen hij sporadisch op WCW als The Great Muta.

## Prestaties
- All Japan Pro Wrestling

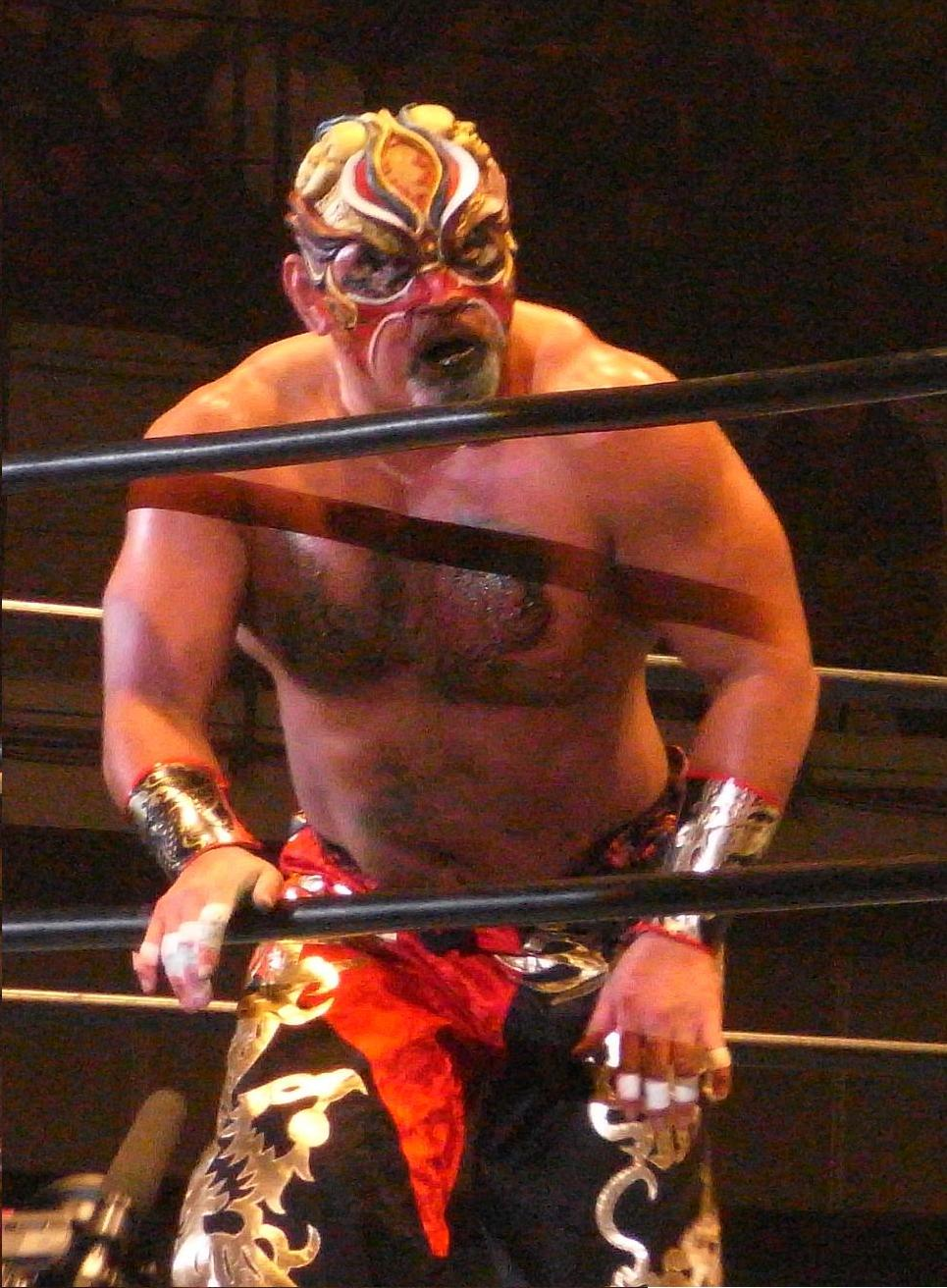
Mutoh als The Great Muta in 2009

  - AJPW Triple Crown Heavyweight Championship (3 keer)[1]
  - AJPW Unified World Tag Team Championship (5 keer: met Taiyō Kea (1x), Arashi (1x), Joe Doering (1x), Masakatsu Funaki (1x) en KENSO (1x))
  - F–1 Tag Team Championship (1 keer: met Kannazaki)
  - Champion's Carnival (2002, 2004, 2007)
  - Giant Baba Six Man Cup (2002) – met George Hines and Kaz Hayashi
  - January 2 Korakuen Hall Heavyweight Battle Royal (2011)
  - January 3 Korakuen Hall Junior Heavyweight Battle Royal (2011)
  - World's Strongest Tag Team League – met Taiyō Kea (2001), Joe Doering (2007) en Masakatsu Funaki (2009)

- Championship Wrestling from Florida
  - NWA Florida Heavyweight Championship (1 keer)

- Jim Crockett Promotions / World Championship Wrestling
  - NWA World Television Championship (1 keer)
  - WCW World Tag Team Championship (1 keer: met Vampiro)
  - BattleBowl (1992)

- New Japan Pro Wrestling
  - IWGP Heavyweight Championship (4 keer)
  - IWGP Tag Team Championship (6 keer: met Hiroshi Hase (2x), Masahiro Chono (2x), Shiro Koshinaka (1x) en Taiyō Kea (1x))
  - NWA World Heavyweight Championship (1 keer)
  - Greatest 18 Championship (1 keer)
  - G1 Climax (1995)
  - Super Grade Tag League/G1 Climax Tag League – met Hiroshi Hase (1993, 1994), Masahiro Chono (1997), Satoshi Kojima (1998) en Scott Norton (1999)
  - MVP Award (2001)[25]
  - Singles Best Bout (2001) vs. Yuji Nagata op 12 augustus
  - Tag Team Best Bout (2001) met Hiroshi Hase vs. Jun Akiyama & Yuji Nagata op 8 oktober

- Tokyo Sports Grand Prix
  - Match of the Year (1999) met Genichiro Tenryu op 3 mei 1999
  - Match of the Year (2011) met Kenta Kobashi vs. Takashi Iizuka & Toru Yano op 27 augustus
  - Performance Award (1998)
  - Rookie of the Year (1986)
  - Special Award (1989)
  - Tag Team of the Year (1990) met Masahiro Chono
  - Tag Team of the Year (2005) met Akebono
  - Wrestler of the Year (1995, 1999, 2001, 2008)

- World Wrestling Council
  - WWC Puerto Rico Heavyweight Championship (1 keer)
  - WWC World Television Championship (1 keer)

- Continental Wrestling Federation
  - NWA Southeastern United States Junior Heavyweight Championship (1 keer)

- Wrestling Observer Newsletter awards
  - Best Wrestling Maneuver (2001) Shining Wizard
  - Match of the Year (2001) vs. Genichiro Tenryu op 8 juni in Tokio
  - Most Improved Wrestler (2001)
  - Wrestler of the Year (2001)
  - Wrestling Observer Newsletter Hall of Fame (Class of 1999)